# 弗赖堡体育俱乐部
弗萊堡體育俱樂部（簡稱 SC Freiburg 或 SCF）位於德國西南部巴登-符騰堡州的弗萊堡，是一家職業足球俱樂部。成立於 1904 年 5 月 30 日，在德甲歷史積分榜上位於第廿二名。目前男子職業隊隸屬德國足球甲級聯賽，女子職業隊則征戰德國足球女子甲級聯賽。
球隊代表色為紅白，隊徽左半部是弗萊堡造幣廠的刻印獅鷲頭像，右半部是隊名縮寫「SCF」。2014 年 10 月時俱樂部共有八千二百名會員。
球队前主教练福尔克·芬克（Volker Finke）是德国职业足球史上执教一支球队最长的主教练，他从 1991 年开始执教弗赖堡，直到 2007 年 5 月辭職。弗萊堡體育俱樂部史上最重要的主席阿希姆．施托克（Achim Stocker）是德國職業足球史上在任最長的球隊主席，他從 1972 起領導俱樂部直到 2009 年 11 月 1 日過世。眾所周知他為了避免血壓過高，從不現場觀看球隊比賽。

## 球會歷史

### 前身
弗萊堡前身的兩支球隊同於1904年成立，分別是 3 月成立的 Freiburger Fußballverein 04 及 5 月成立的 FC Schwalbe Freiburg，兩隊經歷多次更改名稱，FC Schwalbe Freiburg 於1905年更名為 FC Mars，再於翌年改為 Union Freiburg；而 Freiburger Fußballverein 04 則於1909年更名為 Sportverein Freiburg 04。1912年兩隊合併成立弗萊堡體育俱樂部（Sportclub Freiburg），同時採納弗莱堡造幣廠的刻印狮鹫頭作為隊徽圖案。
第一次世界大戰後，弗萊堡體育俱樂部為了湊足人數而在 1918 年和弗赖堡足球俱乐部（Freiburger FC，簡稱 FFC）暫時聯合組成 KSG Freiburg。1919 年 12 月 13 日弗萊堡體育俱樂部做為足球部門併入 Freiburger Turnerschaft von 1844（前身： Freiburger TV 1844 ），然而由於體操部門和其他體育部門的紛爭，球員們在 1924 年退出並重建了弗萊堡體育俱樂部，但之後兩者再度合而為一。
第二次世界大战結束後盟國管制理事會解散了德國大部分的組織，包括各種足球及體育俱樂部在內。過了大約一年俱樂部獲准重建，但必須改名以和剛過去的納粹時代區隔，俱樂部此時叫做 VfL Freiburg，到了 1949 年管制放鬆，便回復了舊名 Freiburger Turnerschaft von 1844。1952 年足球員再一次離開並建立了持續至今日的弗萊堡體育俱樂部。胡貝爾特．法夫（Hubert Pfaff）是俱樂部第一任主席。

### 成立初期

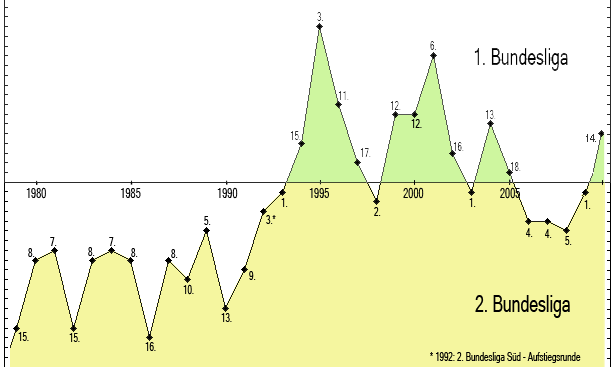
1978/79 弗萊堡體育俱樂部升級德乙後的賽季名次變化

弗萊堡體育俱樂部長久以來一直被同城的弗賴堡足球俱樂部壓制。1933 年取得了新成立的頂級巴登省際聯賽參賽資格，卻以最後一名降級。1934 到 1937 年間在上巴登區級聯賽四次獲得升級附加賽資格，卻無一挑戰成功。直到第二次世界大戰時省際聯賽被劃分成越來越多更小的區域，俱樂部終於得以數次躋身頂級聯賽，但並沒有踢出什麼了不起的成績。
戰後弗萊堡體育俱樂部在西南高級聯賽踢了五年。1950 到 1978 年間則一直待在第三級的南巴登業餘聯會聯賽，1965 年和 1968 年各有一次機會晉升到南部地區聯賽，但都沒能通過升級附加賽。
弗萊堡體育俱樂部的冉冉上昇和弗賴堡足球俱樂部的沒落始於 1972 年後者管理層的一個錯誤判斷。當時擔任弗萊堡經濟管理處處長的阿希姆．施托克提議給予 FFC 金援卻遭到拒絕，於是他轉而接洽弗萊堡體育俱樂部，而後擔任俱樂部主席直到 2009 年 11 月 1 日過世為止。
FFC 在 1974 年降級至弗萊堡體育俱樂部所在的業餘聯賽，1977 年再度升級。弗萊堡體育俱樂部緊接著在 1978 年也升入德乙，此後多半時候排名在同城對手之前。FFC 在 1982 年降級，弗萊堡體育俱樂部則維持在德甲中游，並自此取代前者成為弗萊堡的主流足球隊。
2001 年一月弗萊堡體育俱樂部接收了 FFC 的默斯勒球場，以此處為基地建立了培育青年球員的弗萊堡足球學校。

### 芬克時代（1991–2007）
| 1991/92                           | 德乙南部聯賽 | 3  | 41:25  | 28:16 |
| 1992/93                           | 德乙         | 1  | 102:57 | 65:27 |
| 1993/94                           | 德甲         | 15 | 54:57  | 28:40 |
| 1994/95                           | 德甲         | 3  | 66:44  | 46:22 |
| 1995/96                           | 德甲         | 11 | 30:41  | 42    |
| 1996/97                           | 德甲         | 17 | 43:67  | 29    |
| 1997/98                           | 德乙         | 2  | 57:36  | 61    |
| 1998/99                           | 德甲         | 12 | 36:44  | 39    |
| 1999/00                           | 德甲         | 12 | 45:50  | 40    |
| 2000/01                           | 德甲         | 6  | 54:37  | 55    |
| 2001/02                           | 德甲         | 16 | 37:64  | 30    |
| 2002/03                           | 德乙         | 1  | 58:32  | 67    |
| 2003/04                           | 德甲         | 13 | 42:67  | 38    |
| 2004/05                           | 德甲         | 18 | 30:75  | 18    |
| 2005/06                           | 德乙         | 4  | 41:33  | 56    |
| 2006/07                           | 德乙         | 4  | 55:39  | 60    |
| 綠色：賽季末升級 紅色：賽季末降級 |              |    |        |       |

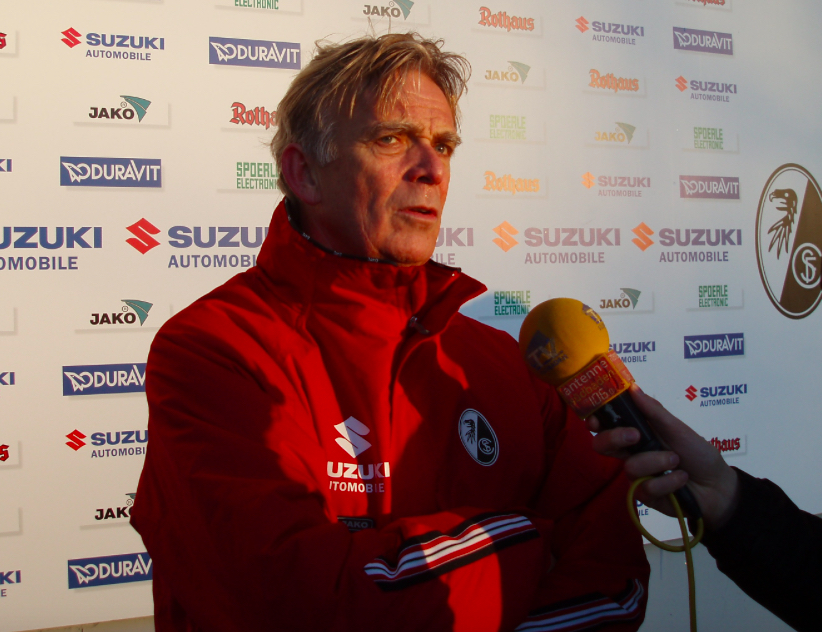
福爾克·芬克，弗萊堡體育俱樂部主教練（1991-2007）

1991 年俱樂部從諾德施特體育俱樂部請來佛爾克·芬克做主教練，他曾在 1990 年帶領哈韋瑟俱樂部升級德乙，也從那裡帶來了三個舊部：施特凡．貝內金、延斯．托特和托馬斯．福格爾。他的助理教練由阿希姆．薩施特擔任。1991/92 賽季德乙分為南北兩區，各有十二隻球隊參賽，各自的冠軍可以升入德甲。弗萊堡在前廿二輪的積分賽中領先，卻在後十輪的升級循環賽中被薩布呂肯超越而錯過升級機會。隔年南北區合併的 1992/93 賽季弗萊堡從第七輪起便一路領先，賽季末歷史上首次升入甲級。
第一個德甲賽季弗萊堡深陷降級區，他們在最後三輪取得三連勝，以相同積分但較佳的淨球數擠下紐倫堡而保級。
接下來的 1994/95 賽季成績大躍進，其中最驚人的是第二輪以五比一擊敗特拉帕托尼率領的拜仁慕尼黑。賽季最後弗萊堡共取得廿勝，以 3 分及 2 分之差緊隨及之後獲得季軍，並史無前例取得 1995–96年歐洲足協盃參賽資格，然而隔年在第一輪即以兩回合累計 1-2 被布拉格斯拉維亞（Slavia Prague）淘汰。
核心球員如 Rodolfo Esteban Cardoso 的離隊使球隊成績難以維持。1997 年弗賴堡只能獲得第 17 名而降級，但翌年即奪得德乙亞軍回升德甲。再次在頂級聯賽逗留四季，成績最好是2000/01年球季獲得第 6 名，再戰歐洲足協盃，這次直到第三輪才被當屆冠軍淘汰。
需要兼顧兩條戰線的弗賴堡於 2002 年只能排第 16 位降級，翌季再奪德乙冠軍升級德甲，但這次只留在德甲兩季，於 2005 年以第 18 名第三度降級。本賽季弗萊堡僅取得三勝，積分 18 分，是採用三分制以來德甲出現是最差成績。
2006/07年德乙上半程弗萊堡表現低迷。第十六輪以一比四輸給卡爾斯魯厄體育俱樂部後僅以 16 分積分排在第 14 名，賽後俱樂部宣佈已和芬克達成協議將在賽季後更換教練，但在此之前仍將保級重任託付給芬克。
2006/07年德乙上半程弗萊堡表現低迷，第十六輪以一比四輸給卡爾斯魯厄體育俱樂部後僅以 16 分積分排在第 14 名。俱樂部宣佈已和芬克達成協議將在賽季後更換教練，但在此之前仍將保級重任託付給芬克。接著球隊打出一波十三場不敗（十一勝二平）的戰績衝上積分榜前四，最後很可惜的以淨球數之差屈居杜伊斯堡之後而錯過升級機會。 
下半程弗萊堡共拿下 41 分是德乙史上最高半程積分，部分球迷也開始推動「我們即芬克（Wir sind Finke）」運動，希望能召開臨時會員大會重新討論教練的去留問題，從而留住芬克。然而這項提議並沒有得到召開臨時會員大會所需門檻 —— 超過四分之一會員數的支持，而事實上芬克在位最後兩年和管理層之間的齟齬使得更換教練已是不得不為。
芬克在弗萊堡執教十六年，是德国职业足球史上执教一支球队最长的紀錄，他的助理教練阿希姆．薩施特、體育主管安德烈亞斯．博內曼也和他同時離開。此外離隊的球員有亞歷山大·亞施維利、保巴卡·迪亞拉、索麥拉·庫里巴利、伊布拉欣·坦柯、薩沙·里特和洛达·安塔尔。芬克執教期間是俱樂部史上最成功的時期。

### 近代（2007-）
| 2007/08                           | 德乙 | 5  | 49:44 | 55 |
| 2008/09                           | 德乙 | 1  | 60:36 | 68 |
| 2009/10                           | 德甲 | 14 | 35:59 | 35 |
| 2010/11                           | 德甲 | 9  | 41:50 | 44 |
| 2011/12                           | 德甲 | 12 | 45:61 | 40 |
| 2012/13                           | 德甲 | 5  | 45:40 | 51 |
| 2013/14                           | 德甲 | 14 | 43:61 | 36 |
| 2014/15                           | 德甲 | 17 | 36:47 | 34 |
| 綠色：賽季末升級 紅色：賽季末降級 |      |    |       |    |

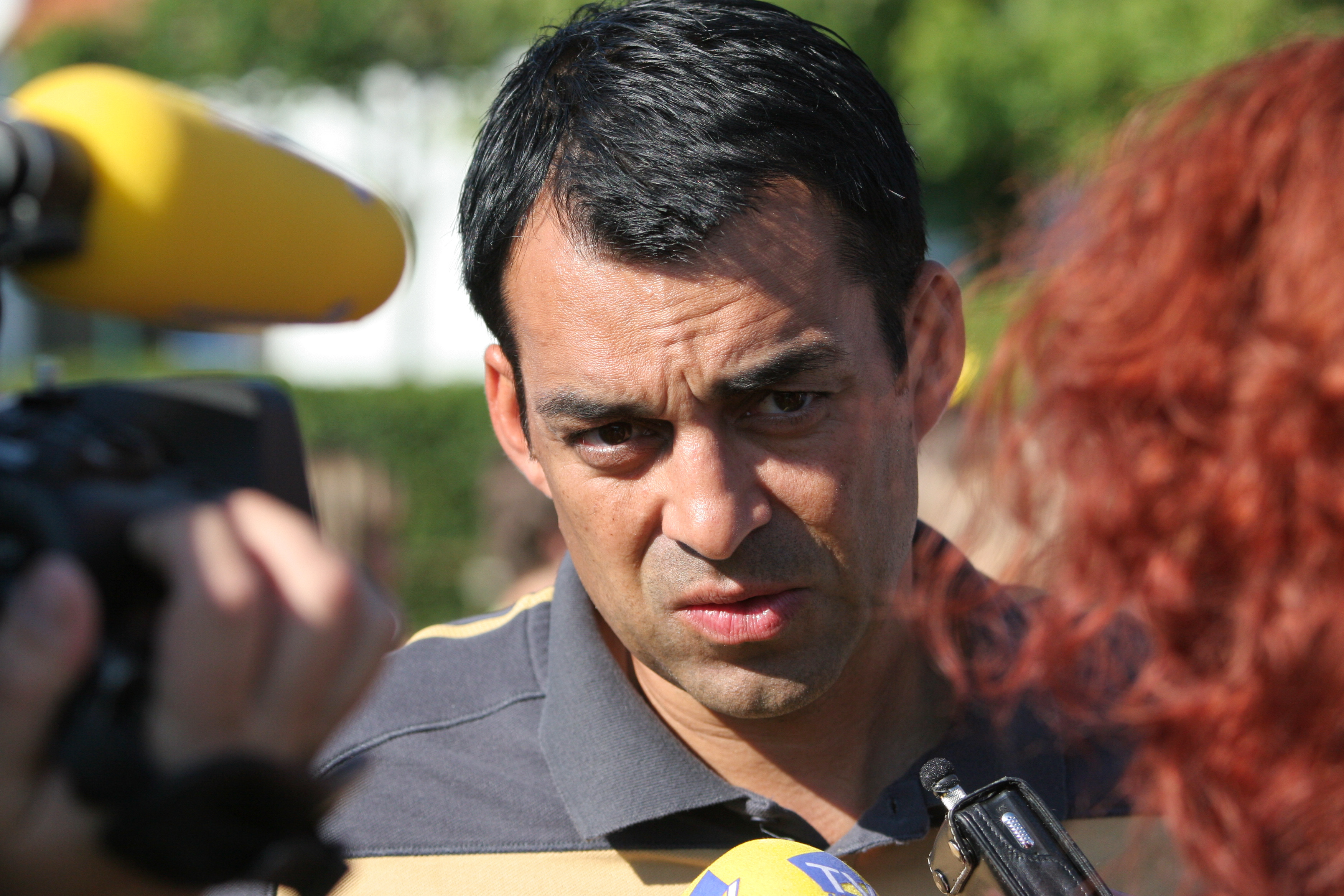
羅賓．杜特，弗萊堡體育俱樂部主教練（207-2011）

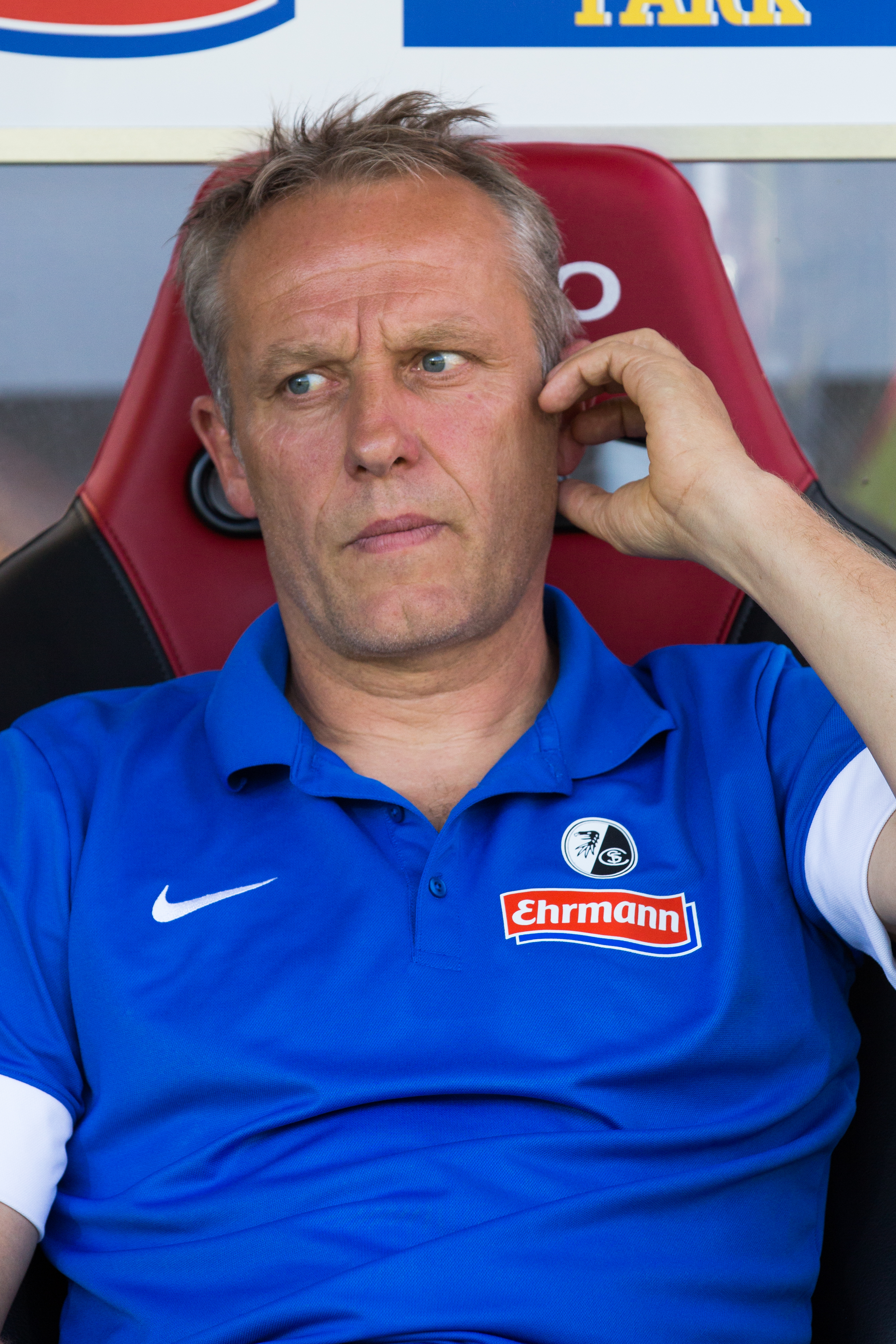
克里斯蒂安．施特賴希，弗萊堡體育俱樂部主教練（2011 年年底至今）

2007 年夏天羅賓·杜特接任主教練，同時迪爾克·杜夫納接任體育主管。第一個賽季弗萊堡依然志在升級，但因為下半程開始的一段低潮期最終只拿到第五名。2008-09 賽季上半程結束時弗萊堡排名第三，下半程開始後以一波六連勝衝上第一，並在第卅一輪以一場五比二客場大勝科布伦茨足球俱乐部提前鎖定德乙冠軍及升級席位。2009-10 賽季弗萊堡在第卅三輪二比二和科隆戰成平手提前保級，最後以卅五分積分名列當季第十四。2010-11 賽季上半程表現相當不錯取得廿八分，但下半程狀態下滑最後以四十四分積分拿下第九名。

## 主場球場

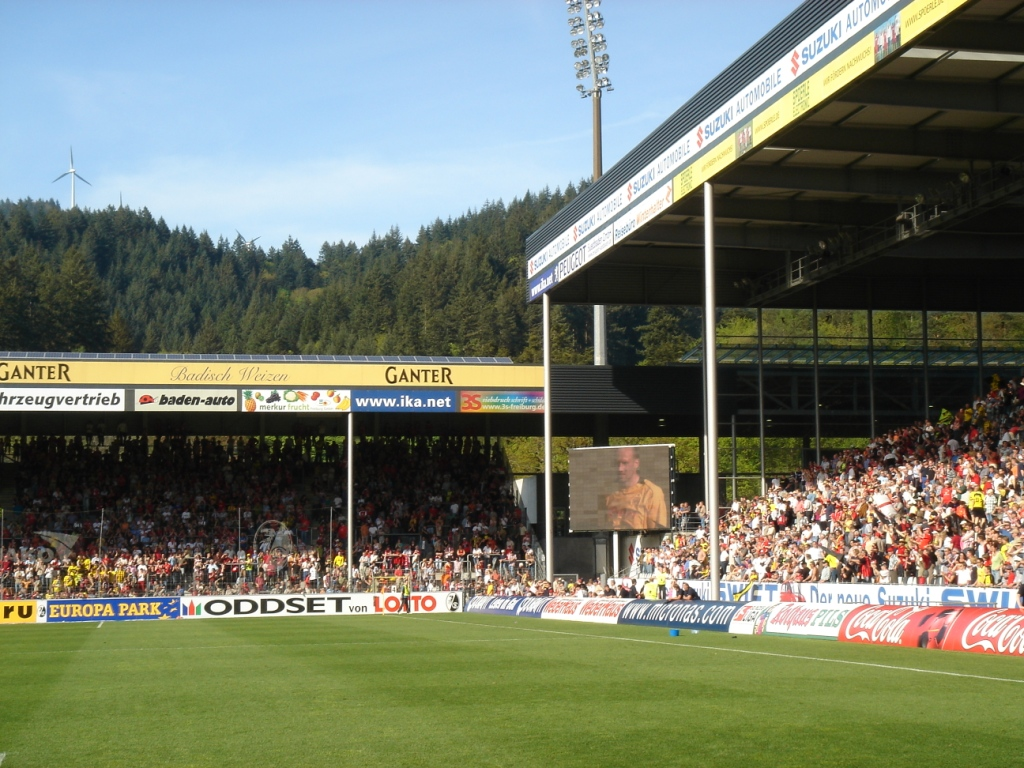
黑森林球場

黑森林球場（Schwarzwald-Stadion），原名德萊薩姆球場（Dreisamstadion），位於德國巴登-符腾堡州弗莱堡市德萊薩姆河南岸。初建於1953年，歷經數次增建，今日德國國內比賽時可以容納 24,000 名觀眾。
2006年德國世界盃期間，駐紮在弗莱堡附近辛特札騰（Hinterzarten）的荷蘭國家隊亦以德萊薩姆球場為操練基地。而德國國家隊在5月28日的世界盃熱身賽在此以 7-0 大破盧森堡國家隊。

## 歷年成績

### 特殊佳績
聯賽
- 德甲:

- 德甲 1994/95 賽季 第三名（46:22 分）
- 德甲 2012/13 賽季 第五名（51 分）
- 德甲 2022/23 赛季 第五名（59 分）

- 德乙冠軍 （四次）: 1993, 2003, 2009, 2016
- 南巴登業餘聯會聯賽冠軍 （三次）: 1965, 1968, 1978
- 德乙歷史積分榜第七名
- 德甲历史积分榜第廿二名

盃賽
- 德國足協盃：2012/13賽季及2022/23賽季進入準決賽

國際賽
- 歐洲足協盃:

- 1995/96 第一輪
- 2001/02 第三輪

- 歐聯:

- 2013/14 小組賽

## 球會榮譽
| 榮譽                  | 次數        | 年度                           |
| 本 土 聯 賽           | 本 土 聯 賽 | 本 土 聯 賽                    |
| --------------------- | ----------- | ------------------------------ |
| 德國足球乙級聯賽 冠軍 | 4           | 1993年、2003年、2009年、2016年 |
| 本 土 盃 賽           |             |                                |
| 歐 洲 賽 事           |             |                                |

## 球員名單（2025/26）
1. 粗體字為新加盟球員（青年隊提升不計）。
2. 2025年夏季轉會窗（英语：List of German football transfers summer 2025）：6月1日至10日，6月16日至9月1日[7]。

### 現役球員
| 號碼     | 國籍       | 球員                                     | 位置         | 年齡     | 加盟年份 | 前屬球會     | 轉會費      |
| 守 門 員 | 守 門 員   | 守 門 員                                 | 守 門 員     | 守 門 員 | 守 門 員 | 守 門 員     | 守 門 員    |
| -------- | ---------- | ---------------------------------------- | ------------ | -------- | -------- | ------------ | ----------- |
| 1        | 德国       | 诺亚·（Noah Atubolu）                    | 門將         | 23       | 2021     | 青年隊       | --          |
| 21       | 德国       | （Florian Müller）                       | 門將         | 27       | 2023     | 史特加       | 500萬歐元   |
| 24       | 德国       | （Jannik Huth）                          | 門將         | 31       | 2024     | 柏達邦07     | 自由轉會    |
| 後 衛    |            |                                          |              |          |          |              |             |
| 3        | 奥地利     | 菲利普·林哈特（Philipp Lienhart）        | 中后卫       | 29       | 2017     | 皇家马德里   | 200萬歐元   |
| 5        | 德国       | 安东尼·容（Anthony Jung）                | 中后卫       | 34       | 2025     | 雲達不萊梅   | 自由轉會    |
| 17       | 德国       | 卢卡斯·（Lukas Kübler）                  | 右后卫       | 32       | 2015     | 辛特侯遜     | 自由轉會    |
| 19       | 德国       | 扬-尼克拉斯·比斯迪（Jan-Niklas Beste）         | 左后卫／左翼 | 26       | 2025     | 本菲卡       | 800萬歐元   |
| 21       | 土耳其     | 貝爾凱·耶爾馬茲（Berkay Yılmaz）         | 左閘         | 20       | 2023     | 青年隊       | --          |
| 28       | 德国       | （Matthias Ginter）                      | 中后卫       | 31       | 2022     | 慕遜加柏     | 自由轉會    |
| 30       | 德国       | （Christian Günter）                     | 左后卫       | 32       | 2012     | 青年隊       | --          |
| 33       | 法國       | （Jordy Makengo）                        | 左后卫       | 24       | 2023     | 青年隊       | --          |
| 37       | 德国       | （Max Rosenfelder）                      | 中后卫       | 22       | 2023     | 青年隊       | --          |
| 43       | 瑞士       | 布鲁诺·奥格布斯（Bruno Ogbus）           | 中后卫       | 19       | 2024     | 青年隊       | --          |
| 中 場    |            |                                          |              |          |          |              |             |
| 6        | 德国       | 帕特里克·奧斯特哈格（Patrick Osterhage） | 正中場       | 25       | 2024     | 波鸿         | 480萬歐元   |
| 8        | 德国       | （Maximilian Eggestein）                 | 正中場       | 28       | 2021     | 雲達不萊梅   | 500萬歐元   |
| 11       | 加纳       | （Daniel-Kofi Kyereh）                   | 進攻中場     | 29       | 2022     | 聖保利       | 450萬歐元   |
| 13       | 德国       | 诺阿·（Noah Weißhaupt）                  | 左边锋       | 23       | 2021     | 青年隊       | --          |
| 14       | 日本       | 鈴木唯人（Yuito Suzuki）                 | 進攻中場     | 23       | 2025     | 邦比         | 1,000萬歐元 |
| 23       | 科索沃     | 弗洛朗·穆斯利亞（Florent Muslija）       | 左翼         | 27       | 2024     | 柏達邦07     | 100萬歐元   |
| 27       | 德国       | 尼古拉斯·賀夫拿（Nicolas Höfler）              | 防守中場     | 35       | 2010     | 青年隊       | --          |
| 32       | 義大利     | （Vincenzo Grifo）                       | 左翼         | 32       | 2019     | 賀芬咸       | 700萬歐元   |
| 34       | 德国       | （Merlin Röhl）                          | 進攻中場     | 23       | 2022     | 恩高斯達特   | 290萬歐元   |
| 44       | 瑞士       | 约翰·曼赞比（Johan Manzambi）            | 正中場       | 19       | 2024     | 青年隊       | --          |
| 前 鋒    |            |                                          |              |          |          |              |             |
| 7        | 德国       | 德里·舍尔汉特（Derry Scherhant）         | 左翼         | 22       | 2025     | 柏林赫塔     | 200萬歐元   |
| 9        | 德国       | 卢卡斯·（Lucas Höler）                   | 中鋒         | 31       | 2018     | 辛特侯遜     | 200萬歐元   |
| 18       | 德国       | 艾倫·丁克奇（Eren Dinkçi）               | 右翼         | 23       | 2024     | 雲達不萊梅   | 500萬歐元   |
| 20       | 奥地利     | （Junior Adamu）                         | 中鋒         | 24       | 2023     | 薩爾斯堡紅牛 | 600萬歐元   |
| 22       | 布吉納法索 | 西里亚克·伊列（Cyriaque Irié）           | 右翼         | 20       | 2025     | 特魯瓦       | 850萬歐元   |
| 26       | 德国       | （Maximilian Philipp）                   | 輔鋒         | 31       | 2023     | 沃尔夫斯堡   | 100萬歐元   |
| 31       | 克罗地亚   | 伊戈爾·馬塔諾維奇（Igor Matanovic）      | 中鋒         | 22       | 2025     | 法兰克福     | 670萬歐元   |

1. ↑  租借一季(17/18)後買斷，租借費5萬歐元
2. ↑  租借一季(23/24)後買斷

### 外借球員
| 號碼             | 國籍             | 球員                           | 位置             | 年齡             | 加盟年份         | 外借球會         | 外借球季         |
| 2025年夏季轉會窗 | 2025年夏季轉會窗 | 2025年夏季轉會窗               | 2025年夏季轉會窗 | 2025年夏季轉會窗 | 2025年夏季轉會窗 | 2025年夏季轉會窗 | 2025年夏季轉會窗 |
| ---------------- | ---------------- | ------------------------------ | ---------------- | ---------------- | ---------------- | ---------------- | ---------------- |
| 23               | 德国             | 罗伯特·瓦格纳（Robert Wagner） | 中场             | 22               | 2022             | 基尔             | 25/26球季        |

### 離隊球員
1. 『*』為先租出一季或半季後售出。

| 號碼             | 國籍             | 球員                         | 位置             | 年齡             | 加盟年份         | 加盟球會         | 轉會費           |
| 2025年夏季轉會窗 | 2025年夏季轉會窗 | 2025年夏季轉會窗             | 2025年夏季轉會窗 | 2025年夏季轉會窗 | 2025年夏季轉會窗 | 2025年夏季轉會窗 | 2025年夏季轉會窗 |
| ---------------- | ---------------- | ---------------------------- | ---------------- | ---------------- | ---------------- | ---------------- | ---------------- |
| 4                | 德国             | （Kenneth Schmidt）          | 中后卫           | 23               | 2023             | 杜塞尔多夫       | 40萬歐元         |
| 5                | 德国             | （Manuel Gulde）             | 中后卫           | 34               | 2016             | 退役             | —                |
| 25               | 法國             | 基利安·施迪利亞（Kiliann Sildillia） | 右后卫           | 23               | 2020             | PSV燕豪芬        | 580萬歐元        |
| 38               | 奥地利           | （Michael Gregoritsch）      | 中鋒             | 31               | 2022             | 邦比             | 150萬歐元        |
| 42               | 日本             | 堂安律（Ritsu Dōan）         | 右翼             | 27               | 2022             | 法兰克福         | 2,100萬歐元      |